# منشور حقوق و آزادی‌های کانادا
منشور حقوق و آزادی‌های کانادا (به انگلیسی: Canadian Charter of Rights and Freedoms) (به فرانسوی: La Charte canadienne des droits et libertés) که در کانادا اغلب به سادگی با نام منشور (Charter) به آن اشاره می‌شود، یک منشور حقوق شهروندی است که بر اساس قانون اساسی کانادا تنظیم شده و اولین قسمت قانون اساسی سال ۱۹۸۲ را تشکیل می‌دهد. منشور، در مقابل سیاست‌ها و اقدامات تمام قسمت‌ها و همه سطوح دولت، حقوق سیاسی مشخصی را برای شهروندان کانادایی تضمین می‌کند و علاوه بر آن حقوق مدنی همه افراد حاضر در کانادا را تضمین می‌کند. این منشور با هدف متحد کردن کانادایی‌ها حول مجموعه‌ای از اصول طراحی شده که دربرگیرندهٔ حقوق شهروند هستند. منشور، در ۱۷ مارس ۱۹۸۲، به همراه بقیه قسمت‌های قانون اساسی، توسط ملکه الیزابت دوم کانادا امضا شد و به قانون تبدیل شد.
تا قبل از تصویب منشور، لایحه حقوق کانادا (به انگلیسی: Canadian Bill of Rights) مصوب ۱۹۶۰ مورد استفاده قرار می‌گرفت که تنها یک قانون فدرال بود و نه یک سند قانون اساسی. یکی از محدودیت‌های قوانین فدرال این است که با طی روند عادی قانون‌گذاری می‌توانند تغییر کنند و قابل اعمال به قوانین استانی نیستند. تا قبل از تصویب منشور، دادگاه عالی کانادا نیز تفسیر سختگیرانه‌ای از لایحه حقوق داشت و به‌طور کلی نیز تمایلی به لغو قوانین دولتی، یا اعلام غیرقابل اجرا بودن قوانین نداشت. این شرایط باعث شده بود تا لایحه حقوق کانادا نسبتاً ناکارآمد باشد. ناکارآمدی نسبی لایحه حقوق کانادا، برای بسیاری از افراد انگیزه لازم را به وجود آورد تا برای محافظت بهتر از حقوق افراد در کانادا اقدام کنند. علاوه بر این و در همان زمان، جنبش حقوق بشر و آزادی که پس از جنگ جهانی دوم به وجود آمد نیز می‌خواست اصول اعلامیه جهانی حقوق بشر را برقرار کند. در سال ۱۹۸۲، به درخواست پارلمان کانادا و در نتیجه تلاش‌های دولت نخست‌وزیر وقت، پیر ترودو، پارلمان بریتانیا منشور را به عنوان بخشی از قانون کانادا ۱۹۸۲، به‌طور رسمی به صورت یک قانون جدید تصویب کرد.
یکی از قابل توجه‌ترین اثرات تصویب منشور این بود که تا حد زیادی دامنه بررسی قضایی گسترش داده شد. چرا که منشور، در مورد تضمین حقوق افراد و نقش قضات در اجرای آنها، نسبت به لایحه حقوق صریح‌تر است. پس از تصویب منشور، دادگاه‌ها، در مواجهه با هر یک موارد نقض منشور توسط قوانین دولتی، تمام یا قسمتی از قوانین و مقررات فدرال و استانی که در تناقض با منشور، یا به عبارتی در تناقض با قانون اساسی بودند را لغو کرده‌اند. به عنوان مثال می‌توان به عملکرد دادگاه‌ها در زمانی که نظام قانونی کانادا به‌طور عمده تحت تأثیر حل و فصل مسائل مربوط به فدرالیسم قرار گرفت، اشاره کرد. علاوه بر این، منشور به دادگاه‌ها قدرت‌های جدیدی داد تا در روند محاکمه، راه‌حل‌های خلاقانه‌تری به اجرا درآورند و برخی شواهد متناقض با منشور را نا معتبر دانسته و از محاکمات حذف کنند. این قدرت، بیشتر از قدرت معمول دادگاه‌ها در نظام کامن لا (نظام رویهٔ قضایی یا سابقهٔ قضایی) و ساختار حکومتی است که همواره تحت تأثیر کشور بالادستی کانادا، یعنی انگلستان و بر اساس نظام برتری پارلمانی بوده‌است. به همین دلیل، منشور هم پشتیبانی گسترده‌ای از اکثریت رای‌دهندگان کانادا را کسب کرده و هم انتقاداتی از مخالفان افزایش قدرت قضایی را متوجه خود ساخته‌است. لازم است ذکر شود که منشور تنها به قوانین و اقدامات دولت - از جمله قوانین و اقدامات دولت فدرال، دولت‌های استانی و دولت‌های شهری و شوراهای مدارس عمومی - و در برخی موارد نیز به نظام کامن لا می‌پردازد، ولی شامل فعالیت‌های خصوصی نمی‌شود.

## ویژگی‌ها
براساس منشور، کسانی که در کانادا حضور فیزیکی دارند، حقوق مدنی و سیاسی بسیاری دارند. بیشتر این حقوق می‌تواند شامل هر شخص حقوقی شود. (منشور شرکت‌ها را به عنوان یک «شخص حقوقی» تعریف نمی‌کند) اما تعداد کمی از حقوق، منحصراً مربوط به اشخاص حقیقی می‌شود یا - همان‌طور که در بخش‌های ۳ و ۶ آمده - تنها شامل شهروندان کانادا می‌شود. در حال حاضر، حقوق مورد نظر منشور، توسط دادگاه‌ها قابل اعمال است. بر اساس بخش ۲۴ منشور، دادگاه‌ها می‌توانند برای کسانی که از حقوق خود محروم شده‌اند، راه‌حل ارائه دهند و حکم صادر کنند. این بخش از منشور، همچنین به دادگاه‌ها اجازه می‌دهد که در محاکمه‌ها، در صورتی که شواهد و مدارک ارائه شده به روشی یه دست آمده باشد که با منشور در تناقض باشد یا به اعتبار سیستم قضایی لطمه وارد کند، آن شواهد و مدارک را مردود دانسته و از روند محاکمه حذف کنند. بخش ۳۲ منشور تأکید می‌کند که منشور، برای دولت فدرال، سرزمین‌های تحت اختیار دولت فدرال و همچنین دولت‌های استانی، الزام‌آور است. حقوق و آزادی‌های مندرج در این منشور در ۳۴ بخش تنظیم شده‌اند و عبارتند از:

### استثناها
قبل از اشاره به تمام آزادی‌ها و برای فرم‌دهی به اساس منشور، اولین بخش منشور که به عنوان بند محدودیت‌ها نیز شناخته می‌شود، به دولت‌ها اجازه می‌دهد که برخی از موارد نقض منشور را توجیه کنند. هرگاه دادگاهی، موردی از نقض منشور را شناسایی کند، لازم است مورد براساس بخش ۱ تجزیه و تحلیل شود تا تعیین شود که آیا قانون قابل اعمال هست یا نه. در صورتی که هدف دولت از نقض منشور، دستیابی به هدفی فوری یا مهم در یک جامعه آزاد شناخته شود و اگر مورد نقض، «به وضوح توجیه‌پذیر» باشد، مورد نقض قانونی تلقی شده و ضد آن اقدامی صورت نمی‌گیرد. بر این اساس، تاکنون بخش ۱ برای حمایت از قوانین ضد رفتارهای ناشایست، مانند قوانین ضد نفرت‌پراکنی (به عنوان مثال، در پرونده آر وی کیگسترا) و قوانین ضد نشر وقاحت (به عنوان مثال، در پرونده آر وی باتلر) استفاده شده‌است. بخش ۱ همچنین تأیید می‌کند که حقوق ذکر شده در منشور، تضمین شده‌است.
علاوه بر این، برخی از حقوق منشور شهروندی نیز مشمول بند بی‌توجهی (به انگلیسی notwithstanding clause) (بخش ۳۳) می‌شوند. بند بی‌توجهی، به دولت‌ها اجازه می‌دهد تا به‌طور موقت حقوق و آزادی‌های بخش ۲ و بخش‌های ۷ تا ۱۵ را تا پنج سال نادیده بگیرند که این مدت قابلیت تمدید هم دارد. دولت فدرال کانادا هرگز از این بند استفاده نکرده‌است و برخی بر این باورند که استفاده از آن، از لحاظ سیاسی پرهزینه خواهد بود. در گذشته، بند بی‌توجهی به‌طور متداول توسط استان کبک به کار گرفته شده‌بود (استان کبک تصویب منشور را پشتیبانی نمی‌کند، اما به هر حال تحت پوشش آن است و مجبور به اجرای آن است). همچنین، تاکنون استان ساسکاچوان، برای پایان دادن به یک اعتصاب و استان آلبرتا، برای محافظت از یک تعریف منحصراً دگرجنس‌گرایانه از ازدواج، از این قانون استفاده کرده‌اند. (توجه داشته باشید که تعریف ازدواج در حوزه قضایی فدرال قرار دارد و نه استانی و از این رو استفاده استان آلبرتا از بند بی‌توجهی، هیچ اثر یا اجباری به وجود نمی‌آورد) قلمرو یوکان نیز یک بار برای تصویب یک قانون از بند بی‌توجهی استفاده کرده‌است، ولی قانون مورد نظر هرگز به‌طور رسمی برای اجرا اعلام نشده‌است.

### آزادی‌های بنیادین
بخش ۲: آنچه منشور «آزادی‌های بنیادین» می‌خواند را فهرست می‌کند که شامل آزادی خودآگاهی، آزادی دین، آزادی اندیشه، آزادی عقیده، آزادی بیان، آزادی مطبوعات و سایر رسانه‌های ارتباطی، آزادی تجمع صلح‌آمیز و آزادی انجمن می‌شود.

### حقوق دموکراتیک
به‌طور کلی، حق شرکت در فعالیت‌های سیاسی و حق برخورداری از نوعی از دولت دموکراتیک محافظت می‌شود:
بخش ۳: حق رای و حق قابل انتخاب بودن برای خدمت به عنوان عضو قوه قانونگذاری
بخش ۴: حداکثر دوره خدمت قانونگذاران، پنج سال تعیین شده‌است.
بخش ۵: لازم است تا قانونگذاران حداقل یک بار در سال تشکیل جلسه دهند.

### حقوق جابجایی
بخش ۶: از حقوق جابجایی شهروندان کانادا محافظت می‌کند که شامل حق ورود، باقی ماندن و ترک کانادا می‌شود. شهروندان و دارندگان اقامت دائم می‌توانند به هر استانی وارد شوند و در هر استانی مقیم شوند و ملزومات زندگی را کسب کنند.

### حقوق قانونی
حقوق مردم در برخورد با نظام دادگستری و اعمال قانون محافظت شده‌است؛ یعنی:
بخش ۷: حق زندگی، آزادی و امنیت اشخاص.
بخش ۸: آزادی از تفتیش و مصادره بی‌دلیل.
بخش ۹: آزادی از بازداشت یا حبس خودسرانه.
بخش ۱۰: حق برخورداری از مشاوره حقوقی و تضمین حق قرار احضار زندانی (حق درخواست دلایل توقیف).
بخش ۱۱: حقوق در امور کیفری و قانون مجازات مانند حق برائت تا زمان اثبات جرم.
بخش ۱۲: حق عدم مجازات بی‌رحمانه و غیر معمول.
بخش ۱۳: حق عدم خود مقصر شماری.
بخش ۱۴: حق برخورداری از مترجم در روندهای دادگاه.

### حقوق برابری
بخش ۱۵: رفتار برابر در مقابل و تحت پوشش قانون و حفاظت و بهره‌مندی برابر از قانون، بدون تبعیض

### حقوق زبان
به‌طور کلی، مردم حق دارند از زبان انگلیسی یا زبان فرانسوی در ارتباطات خود با دولت فدرال و دولت‌های استانی استفاده کنند. به‌طور خاص، قوانین زبان در منشور عبارتند از:
بخش ۱۶: زبان انگلیسی و زبان فرانسه، زبان‌های رسمی کانادا و نیوبرانزویک هستند.
بخش ۱۶٫۱: جوامع انگلیسی زبان و فرانسوی زبان نیوبرانزویک در برابر موسسات آموزشی و فرهنگی از حقوق برابر برخوردارند.
بخش ۱۷: حق استفاده از هر یک از دو زبان رسمی در مجلس یا قوه قانونگذاری نیوبرانزویک
بخش ۱۸: قوانین و اقدامات مجلس و قوه قانون‌گذاری نیوبرانزویک باید به هر دو زبان رسمی چاپ شوند.
بخش ۱۹: هر دو زبان رسمی می‌توانند در دادگاه‌های فدرال و قوه قانون‌گذاری نیوبرانزویک استفاده شوند.
بخش ۲۰: حق برقراری ارتباط و دریافت خدمات از دولت فدرال و دولت نیوبرانزویک به هر یک از دو زبان رسمی.
بخش ۲۱: سایر حقوق زبان بر اساس قانون اساسی که خارج از منشور هستند، در مورد زبان انگلیسی و زبان فرانسه برقرار باقی می‌مانند.
بخش ۲۲: حقوق موجود برای استفاده از زبان‌های غیر از زبان انگلیسی و زبان فرانسه تحت تأثیر این واقعیت قرار نمی‌گیرد که تنها زبان انگلیسی و زبان فرانسوی در منشور دارای حقوق زبان شناخته شده‌اند. (در نتیجه، اگر هر گونه حقوقی در مورد استفاده از زبان‌های بومی در هر نقطه از جهان وجود دارد، آن حقوق به موجودیت خود ادامه خواهند داد، هرچند که منشور به‌طور مستقیم از آن‌ها هیچ نوع حمایتی نخواهد کرد)

### حقوق آموزش زبان اقلیت
بخش ۲۳: برای برخی از شهروندانی - که از اقلیتی هستند - که به زبان فرانسه و انگلیسی صحبت می‌کنند، حقوقی را در نظر می‌گیرد که بتوانند به زبان خود آموزش ببینند.

### سایر بخش‌ها
تمهیدات مختلفی به روشن شدن نحوه عمل منشور در زمان اجرا کمک می‌کنند. این موارد عبارتند از:
بخش ۲۵: بیان می‌کند که منشور، حقوق و آزادی‌های بومی‌ها را لغو نمی‌کند. حقوق بومی‌ها، از جمله حقوق معاهده‌ها، بر اساس بخش ۳۵ قانون اساسی سال ۱۹۸۲، مستقیم‌تر محافظت می‌شود.
بخش ۲۶: روشن می‌کند که سایر حقوق و آزادی‌ها در کانادا توسط منشور باطل نمی‌شوند.
بخش ۲۷: الزام ایجاد می‌کند که منشور با در نظر گرفتن میراث و محیط چند فرهنگی کانادا تفسیر شود.
بخش ۲۸: بیان می‌کند که تمام حقوق منشور، به‌طور برابر برای مردان و زنان تضمین شده‌است.
بخش ۲۹: تأیید می‌کند که حقوق مدارس مذهبی محفوظ است.
بخش ۳۰: کاربرد منشور در قلمروها (یعنی سه قلمرو در مقابل ده استان کانادا) را روشن می‌کند.
بخش ۳۱: تأیید می‌کند که منشور، قدرت قانونگذاران را گسترش نمی‌دهد.
در پایان، بخش ۳۴: بیان می‌کند که قسمت اول قانون اساسی ۱۹۸۲، حاوی ۳۴ بخش اول قانون، می‌تواند با عنوان «منشور حقوق و آزادی کانادا» مورد اشاره قرار گیرد.

## تاریخچه

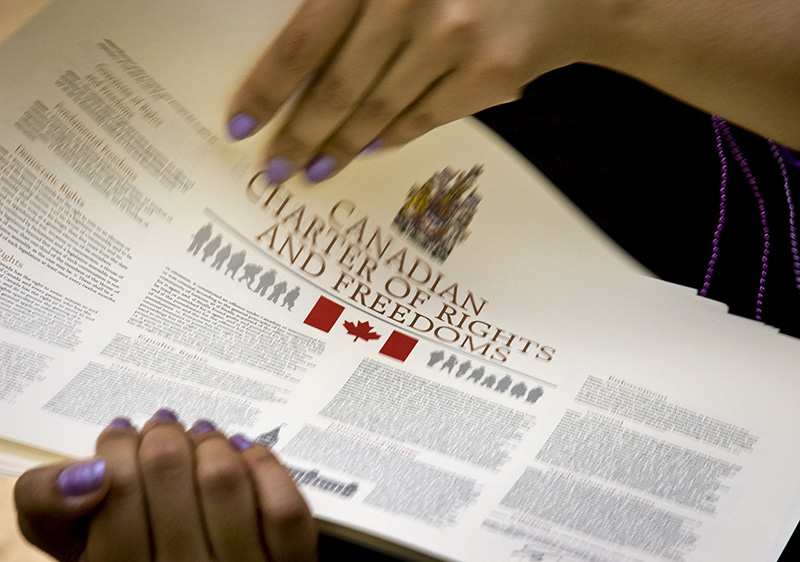
نسخه چاپی منشور حقوق و آزادی‌ها

بسیاری از حقوق و آزادی‌هایی که تحت پوشش منشور محافظت شده‌اند، از جمله حقوق مربوط به آزادی بیان، جسم و فرض برائت در مجموعه‌ای از قوانین و رویه‌های حقوقی کانادا ریشه دارد که گاهی با عنوان لایحه ضمنی حقوق شناخته می‌شوند. بسیاری از این حقوق در لایحه حقوق کانادا که پارلمان کانادا در سال ۱۹۶۰ تصویب کرد نیز آمده بود. اما لایحه حقوق کانادا، کاستی‌هایی داشت. بر خلاف منشور، لایحه حقوق کانادا، یک قانون عادی مصوب مجلس بود که می‌توانست به سادگی توسط یک متمم و با یک اکثریت متفاوت در پارلمان تغییر کند و علاوه براین، تنها شامل دولت فدرال می‌شد. همچنین دادگاه‌ها، لایحه حقوق را محافظه کارانه تفسیر می‌کردند به‌طوری‌که تنها در موارد نادر، آن را برای غیرقابل اجرا شناختن قانون مخالف به کار می‌بردند. لایحه حقوق شامل همه حقوقی نمی‌شد که اکنون در منشور وجود دارد؛ به عنوان مثال حق رای و حق آزادی حرکت (حق جابجایی) در کانادا.
صدمین سالگرد کنفدراسیون کانادا در سال ۱۹۶۷، در درون دولت، علاقه بیشتر به اصلاح قانون اساسی را تحریک کرد. اصلاحات مورد نظر می‌توانست شامل بهبود حفاظت از حقوق و همچنین اعطای حق تعیین قانون اساسی (patriation) باشد؛ به این معنی که دیگر لازم نباشد متمم‌های قانون اساسی توسط پارلمان بریتانیا به تصویب برسد. به این ترتیب، پیر ترودو که دادستان کل کانادا بود، پروفسور رشته حقوق، بری استریر را به تحقیق در مورد یک لایحه بالقوه حقوق منصوب کرد. استریر برای نوشتن گزارشش، با تعداد قابل توجهی از پژوهشگران معروف رشته حقوق، از جمله والتر تارنوپولسکی مشورت کرد. گزارش استریر، از تعدادی از ایده‌هایی که بعداً در منشور گنجانیده شد، از جمله حفاظت از حق زبان، دفاع کرد. همچنین، استریر از در نظر گرفتن استثنا برای حقوق اقتصادی دفاع کرد. در نهایت او توصیه کرد که برای حقوق، محدودیت‌هایی در نظر گرفته شود. این محدودیت‌ها در حال حاضر، در بندهای مربوط به محدودیت‌ها و بند بی‌توجهی (notwithstanding) گنجانده شده‌است. در سال ۱۹۶۸، استریر رئیس بخش قانون اساسی شورای خبرگان شد و در سال ۱۹۷۴ معاون وزیر دادگستری شد. در طول این سال‌ها، استریر در نوشتن لایحه‌ای که در نهایت به تصویب رسید، نقش مهمی بازی کرد.
در ضمن، ترودو که در سال ۱۹۶۸ تبدیل به رهبر لیبرال و نخست‌وزیر شده بود، هنوز تمایل زیادی به داشتن یک لایحه حقوق در قانون اساسی داشت. دولت فدرال و استانها در طول مذاکرات تعیین قانون اساسی (patriation) در مورد ایجاد یک لایحه حقوق در قانون اساسی جدید مذاکره کردند که نتیجه آن منشور ویکتوریا در سال ۱۹۷۱ بود. این منشور، هرگز اجرایی نشد. با این وجود، ترودو تلاش‌های خود را برای حق تعیین قانون اساسی ادامه داد و در رفراندوم ۱۹۸۰ کبک، وعده تغییر قانون اساسی را داد. او در سال ۱۹۸۲ با به جریان انداختن قانون کانادا ۱۹۸۲ برای تصویب موفق شد. این قانون در سال ۱۹۸۲ به قانون اساسی ۱۹۸۲ تبدیل شد.
گنجاندن منشور حقوق در قانون اساسی یک موضوع بسیار بحث‌انگیز بود. در ماه اکتبر سال ۱۹۸۰، ترودو در تلویزیون صحبت کرد و اعلام کرد قصد دارد یک لایحه حقوق در قانون اساسی بگنجاند که شامل آزادی‌های اساسی، تضمین‌های دموکراتیک، آزادی جابجایی، آزادی‌های قانونی، حقوق برابری و حقوق زبان خواهد بود. او بندی برای بی‌توجهی (nonwithstanding) نمی‌خواست. در حالی که پیشنهاد او محبوبیت و پشتیبانی زیادی کسب کرد، رهبران استانی با محدودیت‌های بالقوه قدرت خود مخالفت کردند. اپوزیسیون محافظه کار ترقی خواه فدرال می‌ترسیدند که با وجود تمایلات لیبرال میان قضات، باید برای هر بار اعمال قانون حقوق، از دادگاه‌ها در خواست شود. علاوه بر این، پارلمان بریتانیا حق خود را برای حفظ شکل قدیمی دولت کانادا، محفوظ شده ذکر کرده بودند. در نتیجه، طی یک پیشنهاد از محافظه کاران، دولت ترودو پذیرفت که کمیته‌ای از سناتورها و نمایندگان مجلس، لایحه حقوق و برنامه دریافت حق تعیین قانون اساسی را بیشتر بررسی کنند. برای این کار، فقط برای بحث در مورد لایحه حقوق، ۹۰ ساعت صرف شد که همگی برای تلویزیون ضبط شد در حالی که کارشناسان حقوق مدنی و گروه‌های ذی‌نفوذ، مشاهدات و برداشت‌های خود از معایب و کمبودهای منشور و راه‌های برطرف کردن آن‌ها را پیشنهاد می‌دادند. از آنجایی که کانادا یک نظام دولتی پارلمانی داشت و با توجه به اینکه قضات در گذشته حقوق را به خوبی اعمال نکرده بودند، این سؤال مطرح بود که آیا همان‌طور که ترودو خواسته، باید از دادگاه‌ها به عنوان متولیان اعمال منشور نام برده شود یا نه. محافظه کاران استدلال می‌کردند که به جای دادگاه‌ها، سیاستمداران منتخب مردم باید مورد اعتماد قرار گیرند. در نهایت تصمیم گرفته شد که این مسئولیت باید به دادگاه‌ها سپرده شود. با اصرار هواداران خواهان آزادی‌های مدنی، چیزی که در اصل قرار نبود توسط منشور ممکن شود، ممکن شد: دادگاه‌ها قادر شدند که در محاکمه‌ها، اگر مدارک و شواهدی با نقض منشور حقوق به دست آمده باشد، آن مدارک و شواهد را از فرایند محاکمه حذف کنند. در ادامه روند، ویژگی‌های بیشتری به منشور اضافه شد؛ از جمله برابری حقوق برای افراد معلول، تضمین‌های بیشتر برای برابری جنسی و به رسمیت شناختن چند فرهنگی بودن کانادا. بند محدودیت‌ها نیز دوباره جمله‌بندی شد تا تمرکزش بر دولت پارلمانی کمتر شود و تمرکز بیشتری در توجیه محدودیت‌ها در جوامع آزاد داشته باشد. منطق این محدودیت‌ها، با تحولات حقوق بشر در سراسر جهان پس از جنگ جهانی دوم، انطباق بیشتری داشت.

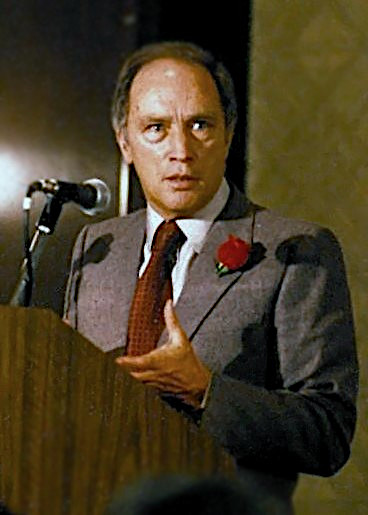
نخست‌وزیر پیر ترودو مدافع عمده منشور بود.

دادگاه عالی کانادا، در تصمیم خود برای مرجع اصلاح قانون اساسی (۱۹۸۱) حکم کرد که سنتی وجود دارد که بر اساس آن برای اصلاح قانون اساسی، باید نوعی از تصویب درخواست شود. از آنجا که استان‌ها هنوز در مورد شایستگی منشور در تردید بودند، ترودو مجبور شد بند بی‌توجهی را بپذیرد که به دولت‌ها اجاره می‌دهد که به انتخاب خود، برخی الزامات را انجام ندهند. بند بی‌توجهی به عنوان بخشی از یک معامله دیگر پذیرفته شد که با نام کبچن آکورد (به انگلیسی Kitchen Accord یا توافق آشپزخانه) شناخته می‌شود. کیچن آکورد توسط دادستان کل فدرال ژان کرتین، وزیر دادگستری انتاریو روی مک‌مورتری و وزیر دادگستری ساسکاچوان روی رومنو مذاکره شد. همچنین فشار دولت‌های استانی - که در کانادا حوزه قضایی اموال در کنترل آنهاست - و فشار احزاب چپ، به ویژه حزب دموکراتیک جدید (ان‌دی‌پی)، باعث شد که ترودو نتواند حقوق حفاظت از اموال خصوصی را در قانون بگنجاند.
با این وجود، کبک از منشور (یا قانون کانادا ۱۹۸۲) پشتیبانی نکرد و دلیل آن را «تفسیرهای متناقض» اعلام کرد. می‌توان سهم زیادی از قدرت اپوزیسیون را مدیون رهبری پارتی کبکوا دانست که گفته می‌شود به خاطر کسب حق حاکمیت برای کبک، برای منشور همکاری مناسبی نکرد. رهبران کبک از شرکت در مذاکرات کیچن آکورد نیز محروم شدند، چرا که آن را بیش از حد مرکز گرایانه می‌دانستند. قسمتی از قدرت اپوزیسیون نیز به واسطه مخالفت رهبران استانی با تمهیدات کیچن آکورد در مورد روند آینده اصلاح قانون اساسی و متمم‌های آن بود. رهبران استان‌ها با حق جابجایی آزاد و حق آموزش زبان اقلیت نیز مخالف بودند. با این وجود، منشور در کبک نیز لازم‌الاجرا است چرا که تمام استان‌ها مجبور به تبعیت از قانون اساسی هستند. مخالفت کبک با بسته حق تعیین قانون اساسی ۱۹۸۲، منجر به دو تلاش ناموفق برای اصلاح قانون اساسی - پیمان میچ لیک و پیمان شارلوت‌تاون - شد که در درجه اول، برای به دست آوردن رضایت سیاسی کبک برای تصویب قانون اساسی کانادا طراحی شده بود.
با وجود اینکه منشور حقوق و آزادی‌های کانادا در سال ۱۹۸۲ به تصویب رسید، اجرای مفاد اصلی برابری حقوق (بخش ۱۵) تا سال ۱۹۸۵ طول کشید. تأخیر در اجرا به این دلیل بود که دولت فدرال و دولت‌های استانی، برای نقد و بررسی قوانینی که از پیش موجود بودند، فرصت کافی داشته باشند و بتوانند با مواردی از نابرابری که به‌طور بالقوه بر خلاف قانون اساسی بود برخورد کنند.
نویسه‌نگاری نسخه فیزیکی سند که اینجا تصویر شده‌است و امروزه هنوز هم توزیع می‌شود، توسط دیوید برمن از اتاوا و به عمد با طرح حروف (خانواده فونت) کارتیر اثر کارل دیر حروفچینی شد که در آن زمان برجسته‌ترین طرح حروف در کانادا بود و در سال ۱۹۶۷ برای بزرگداشت صد سالگی کانادا، و توسط فرماندار کل کانادا سفارش داده شده بود.
پس از آن تصویب، منشور بارها اصلاح شده‌است. بخش ۲۵ در سال ۱۹۸۳ به منشور اضافه شد تا به صراحت، حقوق بومی‌ها برای ادعای زمین را به رسمیت بشناسد و بخش ۱۶٫۱ هم در سال ۱۹۹۳ اضافه شد. پیشنهاد متمم حقوق افراد متولد نشده که حقوق جنین را مقدس می‌شمارد، در سال‌های ۱۹۸۶–۱۹۸۷ در پارلمان فدرال شکست خورد. دیگر اصلاحات پیشنهاد شده برای قانون اساسی، در پیمان شارلوت‌تاون ۱۹۹۲ گنجانده شده بود که هرگز به تصویب نرسید. این اصلاحات الزاماتی داشت که باعث می‌شد منشور به‌طور خاص طوری تفسیر شود که جامعه متمایز کبک را به رسمیت بشناسد و در مورد برابری نژادی و برابری جنسی و حقوق جمعی و نیز جوامع با زبان اقلیت جملات بیشتری را به قانون اساسی ۱۸۶۷ اضافه می‌کرد. با وجود اینکه پیمان بین بسیاری از گروه‌های ذی‌نفع مورد مذاکره قرار گرفت، مفاد نهایی آن به حدی مبهم بود که که ترودو که در آن زمان در قدرت نبود، نگران شد که این پیمان حقوق فردی منشور را تضعیف می‌کند و با آن در تناقض است. او احساس کرد که همان‌طور که بنا بود دولت‌ها در مقابل اقلیتهای زبانی مسئول باشند، اگر دادگاه‌ها نیز مجبور شوند که سیاست‌های استانی دولت‌ها را بر چیزهای دیگر ترجیح دهند، ممکن است بررسی قضایی حقوق، تضعیف شود. به همین علت، ترودو در رهبری مخالفان معروف پیمان، نقش برجسته‌ای بازی کرد.

## تفسیر و اجرا
وظیفه تفسیر و اجرای این منشور به عهده دادگاه گذاشته شده‌است و در این موضوع، دادگاه عالی کانادا بالاترین قدرت تصمیم‌گیری را دارد.
با تأیید برتری منشور توسط بخش ۵۲ قانون اساسی ۱۹۸۲، دادگاه‌ها همان‌طور که قبلاً نیز با استناد به قانون پرونده‌ای مربوط به فدرالیسم عمل می‌کردند، به لغو تمام یا قسمتی از قوانینی که خلاف قانون اساسی باشند، ادامه دادند. بر اساس بخش ۲۴ منشور، دادگاه‌ها قدرت‌های جدیدی نیز به دست آوردند تا راه حل‌های خلاقانه اعمال کنند و شواهد بیشتر را از محاکمات حذف کنند. از آن موقع، دادگاه‌ها تصمیمات مهمی گرفته‌اند، از جمله آر وی مورگنتالر (۱۹۸۸) که اجرای قانون سقط جنینن کانادا را متوقف کرد و وریند در مقابل آلبرتا (۱۹۹۸) که در آن دیوان عالی محرومیت همجنس‌گرایان از حمایت در برابر تبعیض را نقض بخش ۱۵ منشور دانست. در مورد دوم، دادگاه حمایت از همجنس‌گرایان در مقابل تبعیض را به قانون تبدیل کرد.
دادگاه‌ها می‌توانند سؤال در مورد منشور را به چند روش دریافت کنند. مدعیان حقوق ممکن است تحت تعقیب یک قانون کیفری باشند که به نظر آن‌ها خلاف قانون اساسی باشد. یا ممکن است برخی احساس کنند خدمات و سیاست‌های دولت مطابق با منشور نیستند و بر این اساس برای دریافت حکم علیه دولت، به دادگاه‌های پایین‌سطح‌تر مراجعه کنند - مانند پرونده دوسه بودرو در مقابل وزیر آموزش نووا اسکوشیا. دولت نیز می‌تواند با ارائه سوالات مرجع به دادگاه‌های سطح بالاتر، در مورد حقوق سوالاتی مطرح کند. برای مثال دولت نخست‌وزیر پل مارتین در پرونده مرجع ازدواج با همجنس (۲۰۰۴) با مراجعه به دیوان عالی، سوالاتی در مورد منشور و همچنین نگرانی‌هایی در مورد فدرالیسم مطرح کرد. استان‌ها نیز می‌توانند با دادگاه‌های عالی خود این کار را انجام دهند. به عنوان مثال دولت جزیره رنس ادوارد با طرح یک پرسش از دادگاه عالی خود، در مورد استقلال قضایی با توجه به بخش ۱۱ منشور، پرونده مرجع قضات استانی را آغاز کرد.

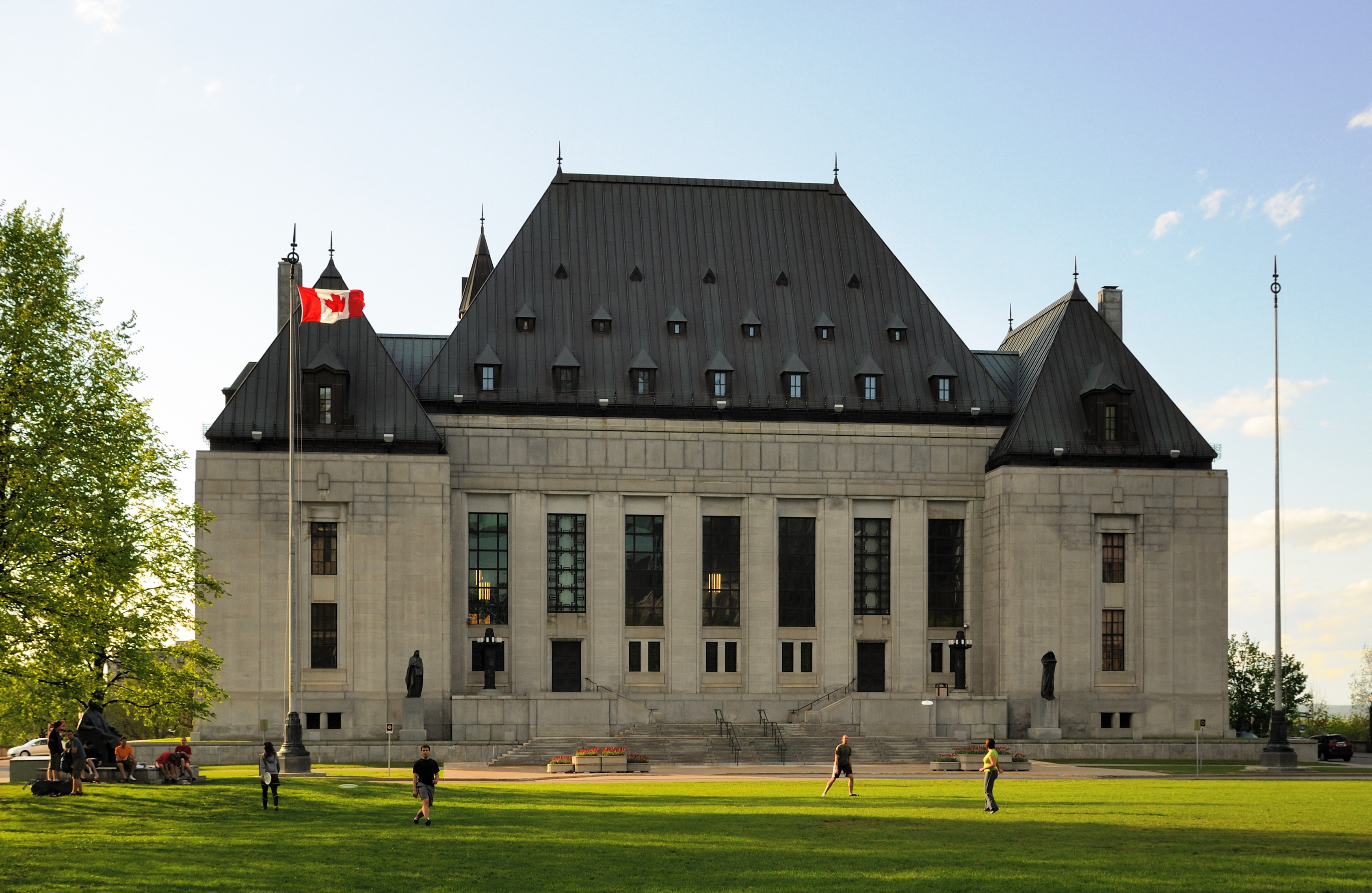
ساختمان دادگاه عالی کانادارئیس سازمان در تفسیر منشور

در بسیاری از پرونده‌های مهم، قاضی‌ها، تست‌ها و الگوهای فراوانی را به‌طور مشخص برای هر یک از مقررات منشور طراحی کرده‌اند. تست اوکس برای بخش ۱، در پرونده آر وی اوکس (۱۹۸۶) ساخته شد و تست لا برای بخش ۱۵ - که در حال حاضر از آن استفاده نمی‌شود - در پرونده لا در مقابل کانادا ایجاد شد. همچنین از زمان پرونده مرجع قانون وسایل نقلیه موتوری بریتیش کلمبیا (۱۹۸۵)، دیدگاه‌های متفاوتی در مورد تعریف و توسعه حوزه عدالت بنیادین (نام کانادایی عدالت طبیعی یا رویه عادلانه) تحت پوشش بخش ۷ به کار گرفته شده‌است. (برای اطلاعات بیشتر مقالات موجود در مورد هر بخش منشور را ببینید).
به‌طور کلی، دادگاه‌ها تفسیر هدفمند حقوق منشور را پذیرفته‌اند. از زمانی که اولین پرونده‌ها مطرح شد، مانند پرونده هانتر در مقابل سوثم (۱۹۸۴) و آر وی بیگ ام دراگ مارت (۱۹۸۵)، دادگاه‌ها به جای تمرکز بر درک محدود و سنتی از منظور و معنی هر حق در زمان تصویب در سال ۱۹۸۲، به تناسب برای تطبیق هر حق با هدفی گسترده‌تر برای آن، بر تغییر حوزه حقوق تمرکز کرده‌اند. این موضوع به تفسیر سخاوتمندانه از حقوق گره خورده‌است، چرا که فرض این است که هدف از مفاد منشور، افزایش حقوق و آزادی‌های مردم در برخی شرایط متنوع است حتی اگر این افزایش به هزینه محدود شده قدرت دولت‌ها منجر شود. این روش با نام دکترین درخت زنده شناخته می‌شود که نام کلاسیک تفاسیر سخاوتمندانه از قانون اساسی کانادا است. محقق قانون اساسی پیتر هاگ رویکرد سخاوتمندانه را در برخی موارد تأیید می‌کند، ولی برای موارد دیگر، وی استدلال می‌کند که هدف از مقررات منشور این نبوده‌است که به مجموعه‌ای از حقوق برسیم که تا جایی که برای دادگاه‌ها قابل تصور است، گسترده شده باشند. در واقع، این روش بدون منتقدان آن نیز نبوده‌است. سیاستمدار آلبرتایی تد مورتون و دانشمند علوم سیاسی رینر ناپ این پدیده را بسیار نقد کرده‌اند. اگر چه آن‌ها احساس می‌کنند مبانی روش درست است، آن‌ها استدلال می‌کنند که منشور رادیکال‌تر بوده‌است. آن‌ها ادعا می‌کنند که وقتی که دکترین درخت زنده درست اعمال شود، «نارون نارون باقی می‌ماند و بر آن شاخه‌های جدید رشد می‌کند، اما به بلوط یا بید تبدیل نمی‌شود.» به عنوان مثال، حتی وقتی یک دولت برای نقض یک حق، تهدید به استفاده از فناوری جدید می‌کند، می‌توان از دکترین به نحوی استفاده کرد که تا زمانی که اساس حق تغییر نکند، حق حفظ شود. منتقدین ادعا می‌کنند که دادگاه‌ها، از دکترین برای «ایجاد حقوق جدید» استفاده کرده‌اند. مثال دیگر منتقدین این است که حقوق منشور علیه خوداتهام‌زنی، در دستگاه قضایی به سناریوهایی بسط داده شده‌است که قبلاً با حقوق ضد خوداتهام‌زنی در قوانین دیگر کانادا کنترل نمی‌شد.
یکی دیگر از دیدگاه‌های اصلی برای تفسیر حقوق منشور، در نظر گرفتن پیشینه قانونی بین‌المللی با کشورهایی است که حمایت از حقوق خاص را دارند، مانند منشور حقوق ایالات متحده آمریکا (تأثیر در برخی جنبه‌های منشور) و قانون اساسی آفریقای جنوبی. با این حال، سابقه بین‌المللی، تنها ارزش راهنمایی دارد و الزام‌آور نیست. به عنوان مثال، دیوان عالی، در اشاره به منشور و لایحه حقوق آمریکایی، عبارت «متولد شده از کشورهای مختلف در دوره‌های مختلف و در شرایط متفاوت» را به کار برده‌است.
گروه‌های حافظ منافع عمومی به‌طور مرتب در پرونده‌ها مداخله می‌کنند تا در مورد چگونگی تفسیر منشور، استدلال‌های خود را بیان کنند. برخی از این گروه‌ها عبارتند از انجمن آزادی‌های مدنی بریتیش کلمبیا، انجمن آزادی‌های مدنی کانادا، انجمن سلامت روان کانادا، کنگره کار کانادا، صندوق آموزش و اقدام حقوقی زنان (لیف - به معنی برگ) و زنان واقعی کانادا. هدف از این مداخله‌ها، کمک به دادگاه و تلاش برای تحت تأثیر قرار دادن دادگاه برای ارائه یک تصمیم مطلوب برای منافع قانونی گروه است.
رویکرد دیگری که توسط دادگاه‌ها نسبت به منشور وجود دارد اصل گفتگو است که شامل مشارکت بیشتر دولت‌های منتخب است. این رویکرد با مشارکت دولت‌ها و دادگاه‌ها میسر می‌شود؛ به این ترتیب که دولت‌های منتخب در پاسخ به احکام دادگاه‌ها قانون وضع‌می‌کنند و دادگاه‌ها نیز در صورتی که قانون جدید به چالش کشیده شود، از تلاش دولت‌ها قدردانی می‌کنند.

## مقایسه با سایر اسناد حقوق بشر

منشور حقوق ایالات متحده آمریکا متن منشور را تحت تأثیر قرار داده‌است، اما مقررات حقوق آن، به‌طور محافظه کارانه تری تفسیر شده‌است. پرونده‌های حقوق مدنی و قانون اساسی کانادا نسبت به آمریکا گهگاهی نتایج متفاوتی دارند چرا که حقوق گسترده‌تر منشور با تفسیر آر وی اوکس از «بند محدودیت‌ها» در بخش ۱ منشور محدود شده‌است

برخی اعضای پارلمان کانادا، جنبش منشور را نوعی از تجاوز به مدل برتری پارلمانی انگلیسی دیدند. برخی دیگر می‌گویند که در حال حاضر، در مقایسه با محدودیت‌هایی که منشور کانادا برای پارلمان کانادا و قانونگذاران استانی ایجاد کرده، کنوانسیون حقوق بشر اروپا (ECHR) قدرت پارلمان بریتانیا را خیلی بیشتر محدود کرده‌است. هاگ حدس می‌زند که بریتانیا قانون حقوق بشر ۱۹۹۸ را که اجازه اعمال مستقیم کنوانسیون حقوق بشر اروپا در دادگاه‌های محلی را می‌دهد، تا حدودی به این دلیل تصویب کرد که از منشور مشابه کانادایی الهام گرفته بود.
منشور کانادا از چند نظر به کنوانسیون اروپایی شبیه است، مخصوصاً در رابطه با بندهای محدودیتی که در سند اروپایی وجود دارد. به دلیل این شباهت با قانون حقوق بشر اروپا، دادگاه عالی کانادا، برای تفسیر منشور، علاوه بر قانون‌های پرونده‌ای قانون اساسی ایالات متحده آمریکا، به پرونده‌های دادگاه حقوق بشر اروپا نیز رجوع می‌کند.
تفاوت اساسی منشور حقوق ایالات متحده آمریکا و منشور کانادا، وجود بند محدودیت‌ها و بند بی‌توجهی است. در نتیجه، دادگاه‌های کانادا هر یک حقوق را گسترده‌تر تفسیر کرده‌اند. اما به دلیل وجود بند محدودیت‌ها، هرجا که نقض یکی از حقوق وجود دارد، قانون لزوماً از آن حق دفاع نمی‌کند. در مقابل حقوق منشور حقوق ایالات متحده، مطلق است و بنابراین در موارد نفض یکی از حقوق، تا زمانی که به اندازه کافی به آن حق دست‌اندازی نشده باشد، مورد نقض، رسماً و عنوان نقض شناسایی نمی‌شود. البته اثر کلی این است که هر دو قانون اساسی، سطح نسبتاً برابری از محافظت را برای بسیاری از حقوق ارائه می‌کنند؛ بنابراین، عدالت اساسی (در بخش ۷ از منشور کانادایی) طوری تفسیر می‌شود که نسبت به رویه عادلانه که معادل آمریکایی آن است، حمایت‌های بیشتری را شامل می‌شود. آزادی بیان در بخش ۲ منشور نیز از متمم اول قانون اساسی ایالات متحده محدوده گسترده‌تری دارد. در پرونده آر دبلیو دی اس یو وی دلفین دلیوری ال تی دی (۱۹۸۶) دیوان عالی کانادا ورودی‌بندان را نوعی از رفتار به حساب آورد که متمم اول قانون اساسی آمریکا آن را مجاز نمی‌داند چرا که آن را رفتاری مخرب می‌داند (هرچند سخنرانی‌هایی هم وجود داشت که اگر چنین نباشد، ممکن است متمم اول از این حق محافظت کند) اما به هر ترتیب، دیوان عالی کانادا، حکم کرد که ورودی‌بندان، و حتی رفتار مخرب، تحت پوشش بخش ۲ منشور، به‌طور کامل حفاظت شده‌است. دادگاه سپس برای با تکیه بر بخش ۱، حکم دادن ضد ورودی بندان را عادلانه دانست. بند محدودیت‌ها نیز به دولت‌ها اجازه داد قوانینی تصویب کنند که در آمریکا، خلاف قانون اساسی به‌شمار می‌آیند. دادگاه عالی کانادا، برخی از محدودیت‌های کبک در استفاده از زبان انگلیسی در تابلوها و همچنین ممنوعیت‌های انتشار که رسانه‌ها را از ذکر نام مجرمان نوجوان منع می‌کند را تأیید کرده‌است.
بخش ۲۸ منشور، همانند متمم تصویب نشده حقوق برابر در ایالات متحده عمل می‌کند. در حالی که به متمم پیشنهادی در آمریکا انتقادات زیادی می‌شود، با بخش ۲۸ منشور مخالفت قابل مقایسه‌ای نشد. البته با این وجود، فمینیست‌های کانادا مجبور شدند تظاهرات‌های بزرگی به راه بیندازند تا پشتیبانی از گنجاندن این بخش را به نمایش بگذارند که در پیش‌نویس اصلی منشور گنجانده نشده بود.
پیمان بین‌المللی حقوق مدنی و سیاسی تشابه‌های متعددی با منشور کانادایی دارد، اما با توجه به متن پیمان در مورد حقوق، در برخی موارد پیمان بیشتر از منشور پیش می‌رود. برای مثال در بخش ۱۰ منشور، حق کمک‌های قانونی (حق داشتن وکیل) به رسمیت شناخته شده، اما پیمان به صراحت تضمین می‌کند که «اگر متهم توان مالی کافی ندارد»، نیاز به پرداخت هزینه ندارد.
منشور کانادایی در مورد حقوق اقتصادی و اجتماعی، حداقل به صراحت، حرف کمی برای گفتن دارد. از این نظر، منشور در مقابل با منشور حقوق بشر و آزادی کبک و با پیمان بین‌المللی اقتصادی و اجتماعی و فرهنگی و حقوق شناخته می‌شود. برخی احساس می‌کنند که حقوق اقتصادی، از بخش ۷ حقوق در مورد امنیت فرد قابل برداشت است و حقوق برابری در بخش ۱۵ نیز منشور را مشابه پیمان می‌کند. آنچه منطقی است این است که حقوق اقتصادی می‌تواند مربوط به یک استاندارد مناسب و معقول زندگی مربوط باشد و به شکوفایی حقوق مدنی در یک محیط قابل زیست کمک کند. دادگاه‌های کانادا، با بیان اینکه حقوق اقتصادی سؤال سیاسی به حساب می‌آیند، در این مورد مردد بوده‌اند و اضافه کرده‌اند که به عنوان حقوق مثبت، حقوق اقتصادی از نظر مشروعیت می‌توانند زیر سؤال برده شوند.
خود منشور، از لایحه حقوق حقوق قانون اساسی آفریقای جنوبی اثر گرفته‌است. بند محدودیت‌ها در بخش ۳۶ از قانون آفریقای جنوبی بخش ۱ از منشور مقایسه شده‌است.
منشور آزادی‌ها و حقوق اساسی جامائیکا نیز تا حدودی تحت تأثیر منشور کانادا قرار گرفته‌است.

## منشور و ارزش‌های ملی

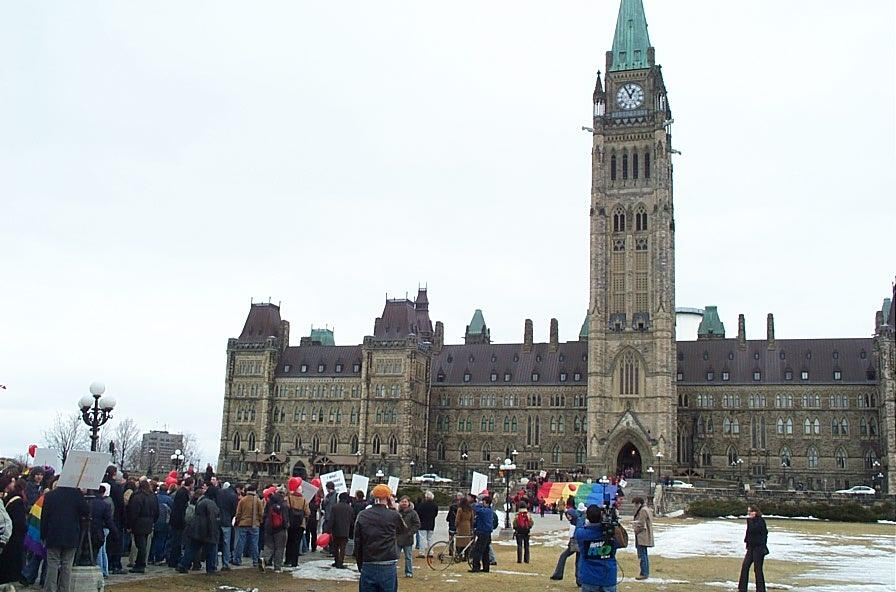
تجمع «مارس قلب‌ها» در سال ۲۰۰۴ برای ازدواج همجنسگرایان و برابری تحت منشور.

قرار بر این بود که منشور منبعی برای ارزش‌های کانادایی و وحدت ملی باشد. آنطور که الن کرنز استاد کانادایی علوم سیاسی اشاره می‌کند، «وعده اولیه دولت فدرال، توسعه یک هویت پان کانادایی بود.» خود ترودو، بعداً در خاطرات خود نوشت که اکنون ممکن بود «خود کانادا» را به عنوان جامعه‌ای شناخت که «در آن تمام مردم برابرند و ارزشهای اساسی مشترکی بر اساس آزادی دارند» و اینکه می‌شد تمام کانادایی‌ها را با ارزش‌های آزادی و برابری شناخت.
اینکه ایجاد یکپارچگی یکی از اهداف منشور بود، به‌طور خاص برای حق جابجایی و حق زبان مهم بود. رند دیک نویسنده کتاب درسی «سیاست کانادا: نگاهی نقادانه» می‌گوید برخی از محققان بر این باورند که بخش ۲۳، با وجود آن قسمت مربوط به حقوق آموزش زبان اقلیت، «تنها بخش از منشور است که پیر ترودو واقعاً به آن علاقه‌مند بود». از طریق حق جابجایی و حق زبان، کانادایی‌های فرانسوی که تا آن موقع در مرکز مناظرات یکپارچگی بودند، می‌توانستند به سراسر کانادا سفر کنند و در زبان خود، خدمات دولتی و آموزشی دریافت کنند و در همان حال، محدود به کبک نباشند. کبک تنها استانی است که کانادایی‌های فرانسوی در آن اکثریت دارند و بیشترین جمعیت کانادایی فرانسوی ساکن کبک است. محدود بودن کانادایی‌های فرانسوی به کبک، می‌توانست کشور را در امتداد خطوط منطقه‌ای، دو قطبی کند. همچنین، قرار بود منشور قوانین متنوعی که ار قبل وجود داشتند را استانداردسازی کند و آن‌ها را به سمت یک اصل واحد آزادی هدایت کند.
نخست‌وزیر سابق انتاریو باب ری، گفته‌است که منشور در عمل «به عنوان یک نماد برای همه کانادایی‌ها عمل می‌کند» به دلیل اینکه منشور ارزش اصلی آزادی را نمایش می‌دهد. شخصیت دانشگاهی، پیتر راسل، نسبت به ارزش منشور در این زمینه بیشتر مردد است. کرنز که احساس می‌کند برای بسیاری از کانادایی‌ها، منشور مهم‌ترین سند قانون اساسی است و احساس می‌کند که منشور قرار بود به هویت کانادایی شکل دهد، ابراز نگرانی کرده‌است که گروه‌های درون جامعه، برخی مقررات را به جای همه کانادایی‌ها، صرفاً متعلق به خودشان ببینند. همچنین ذکر شده‌است که مسائلی مانند سقط جنین و پورنوگرافی که توسط منشور مطرح شده، بحث‌برانگیز است. با این وجود، نظر سنجی سال ۲۰۰۲ نشان داد اگر چه بسیاری از کانادایی‌ها از متن منشور آگاه نبودند، به‌طور قابل توجهی احساس می‌کردند که منشور کانادا را نشان می‌دهد (نمایندگی می‌کند).
تنها ارزش‌های ذکر شده توسط مقدمه منشور، به رسمیت شناختن برتری خدا و حکومت قانون است، اما این موارد بحث‌برانگیز بوده‌اند و نتیجه قانونی نتیجه ناچیزی دارند. در سال ۱۹۹۹، نماینده پارلمان اسوند رابینسون، از آنجایی که احساس می‌کرد که ذکر نام خدا، منعکس‌کننده تنوع کانادایی نیست، برای اصلاح منشور و حذف نام خدا پیشنهادی به مجلس عوام کانادا ارائه کرد که تصویب نشد.
بخش ۲۷ چند فرهنگی بودن را به عنوان یک ارزش به رسمیت می‌شناسد. در سال ۲۰۰۲ نظرسنجی‌ها مشخص کرد که ۸۶ درصد از کانادایی این بخش را تأیید می‌کنند.

## نقدها
در حالی که منشور محبوبیت زیادی دارد و ۸۲ درصد از کانادایی‌ها، در نظر سنجی سال ۱۹۸۷ و ۱۹۹۹ آن را به عنوان یک چیز خوب توصیف می‌کنند، از هر دو طرف طیف سیاسی انتقادات زیادی نیز دز مورد این سند منتشر شده‌است. یکی از منتقدان جناح چپ، مایکل مندل استاد کانادایی حقوق است که نوشته‌است که در مقایسه با سیاستمداران، قضات مجبور نیستند نسبت به خواسته‌های رای‌دهندگان حساس باشند و مجبور هم نیستند که مطمئن شوند که تصمیمات آن‌ها برای شهروندان متوسط کانادایی، به راحتی قابل فهم است. از نظر مندل، این موضوع دموکراسی را محدود می‌کند. مندل، علاوه بر این اظهار داشته که منشور، با پشتیبانی از حقوق شرکت‌ها و حقوق فردی به جای حقوق گروه‌ها و حقوق اجتماعی، کانادا را بیشتر به ایالات متحده شبیه می‌کند. او استدلال کرده‌است که چندین حق باید در منشور گنجانده شود؛ مانند حق برخورداری از خدمات سلامت و حق پایه برخورداری از آموزش رایگان. از این رو، آمریکایی شدن سیاست در کانادا، به هزینه ارزش‌هایی دیده می‌شود که برای کانادایی‌ها مهم‌تر است. بی‌میلی دادگاه‌ها در استفاده از منشور برای پشتیبانی از اشکال مختلف فعالیت‌های اتحادیه‌ها مانند «حق اعتصاب»، نیز باعث ناامیدی جنبش اتحادیه از منشور است.
منتقدان جناح راست، مورتون و ناپ در مورد منشور چندین نگرانی مطرح کرده‌اند؛ به ویژه دولت فدرال را متهم می‌کنند که با استفاده از منشور و با همراه شدن با گروه‌های مختلف مدعی حقوق و گروه‌های ذی‌نفع، قدرت دولتهای استانی را محدود کرده‌است. مورتون و ناپ، در کتابشان، انقلاب منشور و حزب دادگاه، سوء ظن خود را با ارائه جزییات نسبت به این اتحاد مطرح کرده‌اند و دولت‌های ترودو و کرتین را متهم به تأمین مالی گروه‌های منازعه‌جو کرده‌اند. برای مثال، این دولت‌ها با استفاده از برنامه چالش دادگاه‌ها از دعوی‌های حقوق آموزش زبان اقلیت پشتیبانی کرده‌اند. علاوه بر این، مورتون و ناپ ادعا می‌کنند که مشاور تاج، در پرونده‌هایی که با اتهام نقض حقوق، به ویژه حقوق همجنسگرایان و حقوق زنان، دولت را به دادگاه کشانده‌است، به عمد پرونده را باخته‌است.
دانشمند علوم سیاسی، رند دیک، در مورد این انتقادات اشاره می‌کند که با وجود اینکه قضات تاکنون دامنه بررسی‌های خود را گسترده‌تر کرده‌اند و قوانین زیادی مرور شده‌اند، هنوز اکثر قوانینی که بر اساس منشور به چالش کشیده شده‌اند، تأیید شده‌اند و بر قوت خود باقی هستند. دیک در مورد گروه‌های ذی‌نفع دعواهای حقوقی اشاره می‌کند که «موارد ثبت شده، آن طور که مورتون و ناپ تلویحاً اشاره کرده‌اند، روشن نیست و همه این گروه‌ها برد و باخت را تجربه کرده‌اند.»
فیلسوف سیاسی چارلز بلتبرگ از منشور برای کمک به تکه‌تکه شدن کشور در هر دو سطح فردی و گروهی انتقاد کرده‌است. در تشویق گفتمان مبتنی بر حقوق، گفته می‌شود که منشور یک روح خصمانه به سیاست کانادا تزریق می‌کند و رسیدن به «وضعیت خوب برای همه» را دشوار می‌کند. بلتبرگ، همچنین ادعا می‌کند که منشور جامعه سیاسی کانادا را ارزان می‌فروشد چرا که در نهایت، منشور یک سند جهان وطنی - متعلق به همه جهان - است. در نهایت او استدلال می‌کند که اگر مردم بتوانند که خیلی جدی‌تر و رک‌تر (کمتر انتزاعی) نظر خود را ابراز کنند، برای رعایت آزادی‌های فردی، انگیزه بیشتری خواهند داشت.